# 57 (rivista)

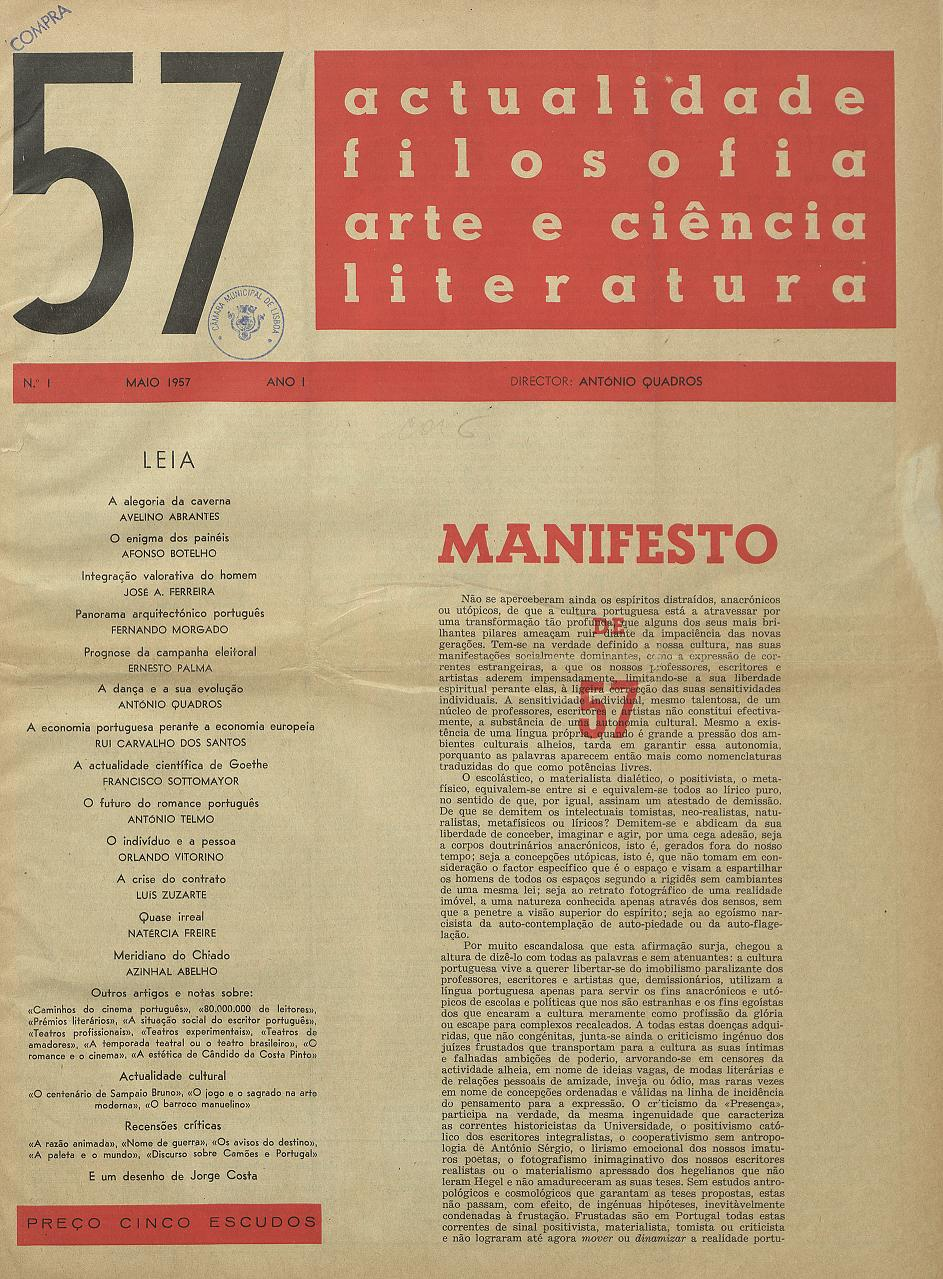
Il primo numero di 57 - actualidade filosofia arte e ciência literatura (1957, p. 1).

57 - folha independente de cultura (in italiano: 57 - foglio indipendente di cultura), fu una pubblicazione periodica culturale e filosofica portoghese, attiva tra il 1957 e il 1962, organo del Movimento 57, anche conosciuta come 57 - actualidade filosofia arte e ciência literatura (57 - attualità filosofia arte e scienza letteratura) e 57 - movimento de cultura portuguesa (57 - movimento di cultura portoghese) o più semplicemente come «jornal 57» (giornale 57).

## Storia
Il primo direttore di 57 fu il filosofo António Quadros. La pubblicazione, pur eclettica, si presentava soprattutto come progetto di matrice filosofica e fu organo di diffusione del cosiddetto Movimento 57, riunendo vari membri di quello che venne a essere chiamato Movimento della Filosofia Portoghese.

## Autori
Tra gli intellettuali e artisti che hanno scritto per 57 vi sono Agostinho da Silva, Afonso Botelho, Agustina Bessa Luís, José Marinho, Álvaro Ribeiro, Ana Hatherly, Francisco Sottomayor, António Telmo e Orlando Vitorino.